# Бенджамін Берклі Гочкіс
Бенджамін Берклі Гочкіс (англ. Benjamin Berkeley Hotchkiss; 1826—1885) — американський конструктор, розробив і виробляв безліч новинок у галузі артилерії і стрілецької зброї. Свого часу була популярною створена ним 37-мм гармата, яка отримала значне поширення на флоті. Після смерті його справу продовжувало акціонерне товариство «Hotchkiss|Hotchkiss et Cie» (з 1887 року), що мало фабрику в Сен-Дені поблизу Парижа і філію в Англії, що займалась виготовленням  виключно кулеметів, зокрема зенітних. Із 87 000 кулеметів, виготовлених у Франції під час Першої світової війни, 47 000 — системи Гочкіса.

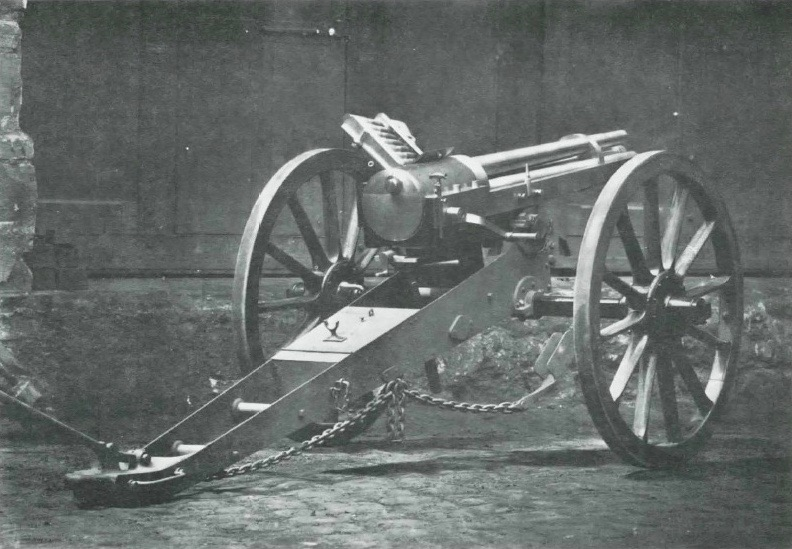
Револьверна гармата Гочкіса (1874)

## Біографія

### Американський період (1826—1867)
Бенджамін Берклі Гочкіс народився 1 жовтня 1826 року у Вотертауні, штат Коннектикут (США). У дитинстві його сім'я перебралась до Шарона, де батько мав майстерню, у якій виготовлялись інноваційні деталі та механізми. Там маленький Бенджамін захопився конструюванням зброї та створенням вибухових матеріалів, що й визначило його подальшу долю. На початку 1850-х він влаштувався на роботу зброярем на завод у Гартфорді (столиця штату Коннектикут), де був задіяний у виробництві револьверів «Colt» і гвинтівок «Winchester».
У 1856 році Гочкіс розробив вдалу конструкцію польової гармати, патент на виготовлення якої придбав уряд Мексики. У тому ж році спільно зі своїм братом Ендрю він удосконалив гармату, винайшовши інноваційний снаряд для нарізної артилерії, що складався з двох чавунних частин, між якими заливалась свинцева стрічка, яка легко набувала форми канавок ствола. Це давало змогу добитися приголомшливої на ті часи точності стрільби. Ще через деякий час Гочкіси винайшли особливий вид пороху для застосування в польовій артилерії. Крім того, Гочкіс брав участь у розробці поліпшеного ударного підривника. У підсумку боєприпаси Гочкіса для нарізних гармат були найуживанішими під час Громадянської війни у США. Однак після закінчення Громадянської війни продажі зброї різко впали, чере що в 1867 році Гочкіс перебрався до Франції.

### Французький період (1867—1885)

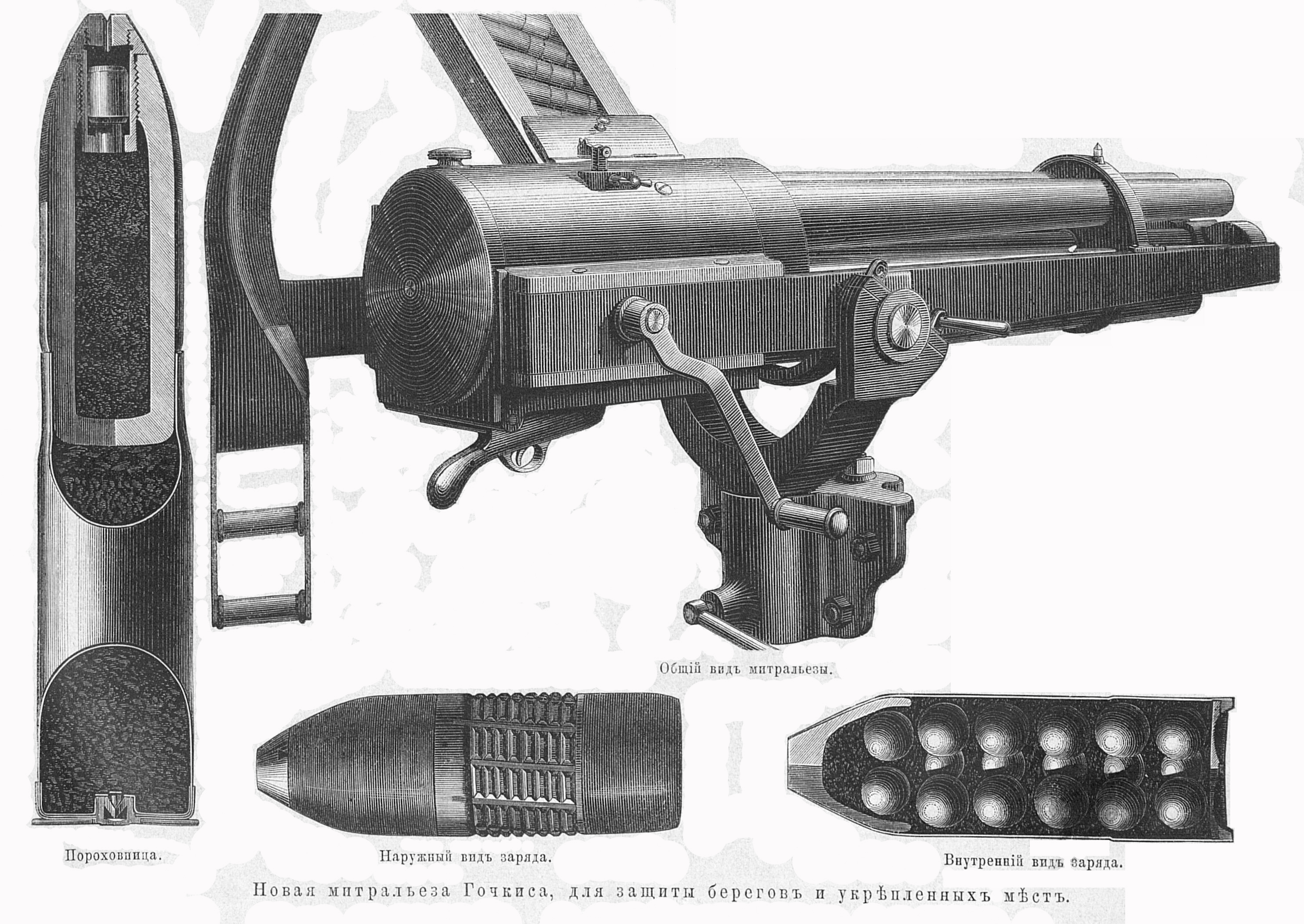
Будова митральєзи Гочкіса (1873)

У Франції Гочкіс заснував компанію — «Hotchkiss et Cie», перша фабрика якої розташовувалась у Вів'є, поряд з Родезом. Гочкіс взявся за розробку нового озброєння. Першим великим клієнтом компанії став французький уряд, оскільки Франція вела війну з Пруссією та мала гостру потребу у зброї.
Першим винаходом нової компанії «Hotchkiss» стала мітральєза — багатоствольна гармата «Hotchkiss gun» (1873), що мала п'ять стволів і могла стріляти зі швидкістю 80 снарядів за хвилину на дистанцію понад 1500 м. Вона випускалась у декількох модифікаціях, які відрізнялись діаметром стволів: 37 мм і 40 мм для сухопутних військ, а також 47 мм і 57 мм для ведення морського бою. Цю гармату на озброєнню взяли Франція, Німеччина, Нідерланди і Росія, більше того, Росія купує ліцензію на виробництво цієї гармати.
У 1875 році компанія перебазувалась до Сен-Дені, ближче до Парижа.
1885 року Бенджамін Гочкіс помер, однак його компанія продовжувала розвиватись. Після його смерті компанія «Hotchkiss» також розробила в 1897 році і пізніше виготовляла у великих обсягах кулемет з повітряним охолодженням, дія якого ґрунтувалась на використанні енергії відведених порохових газів. Кулемет широко використовувався декількома країнами, зокрема Францією та США під час Першої світової війни.

## Пам'ять
Вдова Бенджаміна Гочкіса, Марія Біссел Гочкіс, заснувала бібліотеку імені Гочкіса у Шароні, штат Коннектикут, а також школу Гочкіса у Лейквіллі, у тому ж штаті.